# Orbot
Orbot 是由The Guardian Project开发的一款自由应用程序，能够增强设备上其他应用的联网安全。Orbot 利用 Tor 来加密互联网流量，而且这些流量在位于世界各地的多台计算机之间的跳转，用来达成隐藏流量的目的。Orbot是一个自由软件計劃，以提供在互联网上谷歌Android智能手机的匿名應用。它作為像Tor網絡這樣的移動設備之應用實例，並允許設備上的網絡瀏覽器、電子郵件客戶端、地圖程式等經由Tor網絡之流量路由上為用戶提供匿名之需要的應用。
Orbot被用來保持在智能手机上的通信安全而阻絕政府可能的監控，而實際上世界各地的政府經常監控不同政見者的手機通信。

## 延伸閱讀
- Hathaway, Jay. . Switched.com. 19 April 2010  [21 July 2012]. （原始内容存档于2013年2月3日）.

## 外部連結
- Google Play商店中的Orbot
- F-Droid资源库上的AndroidOrbot
- Code repository（页面存档备份，存于）
- Tor on Android（页面存档备份，存于）. Tor Project.